# Po di Volano
Il Po di Volano (o semplicemente Volano) è un ex-ramo deltizio del fiume Po che si separa dal corso principale in destra idrografica all'altezza di Stellata, per attraversare la città di Ferrara. Sfocia nel Mar Adriatico presso Lido di Volano.

## Storia
In epoca medievale era il corso principale del Po, fino almeno alla "Rotta di Ficarolo", del 1152, quando il fiume ruppe l'argine sinistro presso l'attuale omonimo paese in provincia di Rovigo, assumendo, per quel tratto, il corso attuale. All'interno dell'abitato di Ferrara si diparte da esso, in destra idraulica, un altro ramo chiamato Po di Primaro che un tempo sfociava a nord di Ravenna dopo aver lambito Argenta.
Dopo il Taglio di Porto Viro operato dai Veneziani nel 1604 il ramo di Volano, così come quello di Primaro, si è progressivamente interrato e ridotto ad un canale regolato.

## Descrizione

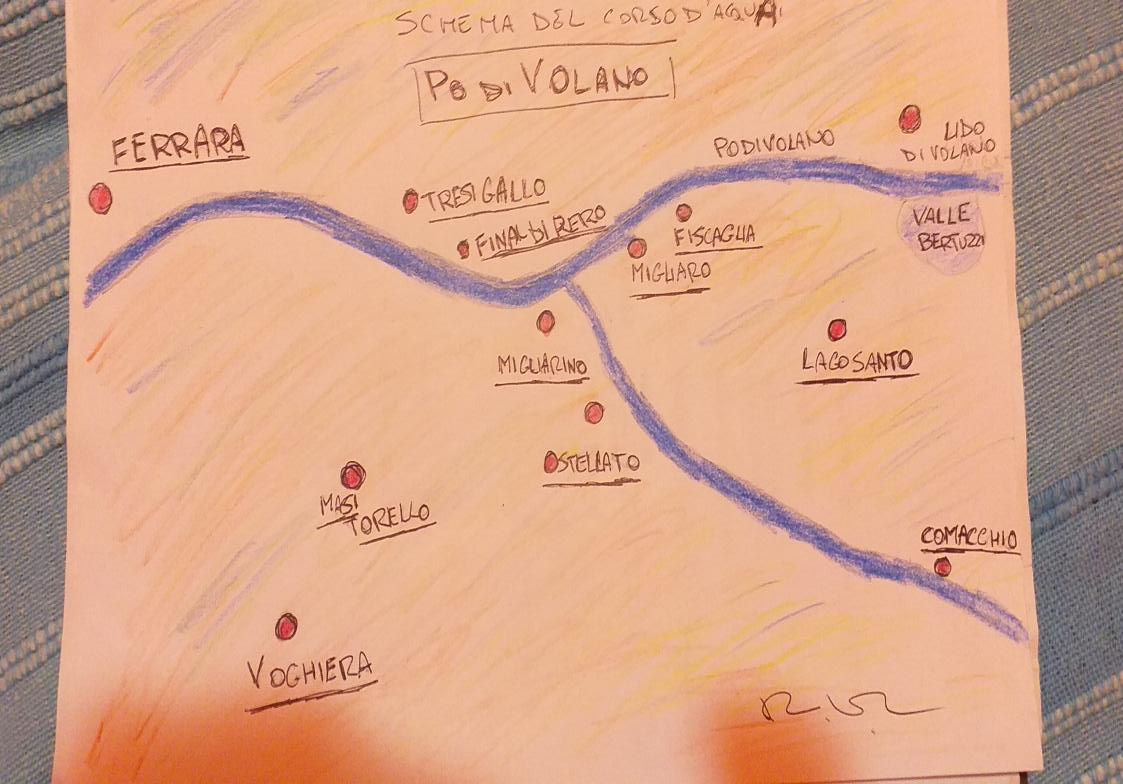
schema del po di volano nel suo percorso

Questo corso d'acqua trae origine dal canale di Burana,che, dopo avere ricevuto le acque del canale Giovanni Boicelli (provenienti dal fiume Po), attraverso la Darsena San Paolo di Ferrara, in via Otello Putinati, si dirama in destra idraulica nel Po di Primaro, mentre il Po di Volano prosegue verso est. Dopo avere attraversato e lambito diversi paesi, a Valpagliaro incontra una chiusa con conca di navigazione; quindi entra a Migliarino dove si diparte in destra idraulica il canale Migliarino-Porto Garibaldi, corso d'acqua completamente artificiale, realizzato negli anni '60 del XX secolo, che si dirige verso Ostellato e sfocia in mare a Porto Garibaldi di cui costituisce il Porto-Canale; il Po di Volano, invece, continua il suo corso verso est, attraversando i paesi di Migliaro e Massafiscaglia fino ad incontrare una seconda chiusa con conca di navigazione a Thieni. Finalmente entra a Codigoro, per poi sfociare in mare con una foce ad estuario a est di Codigoro, presso il Lido di Volano; tra le due località forma un'area naturale protetta, la riserva naturale Po di Volano.

### Ponti
Il ponte più antico che attraversa il fiume nell'abitato di Ferrara è il ponte di San Giorgio.
A questo ponte ne succedono altri che segnano le località lambite (passerella dell'Addolorata, ponte di Migliarino, ponte di Massafiscaglia, ponte apribile a Codigoro). Nell'anno 2023 è stato ripristinato il ponte di collegamento fra Sabbioncello San Vittore e Denore.
Nell'aprile del 2023 sono iniziati i lavori per l'abbattimento e la realizzazione di un nuovo ponte all'altezza di Final di Rero, a Tresigallo, con adeguamento che permetterà il transito di natanti di V classe europea, in vista del potenziamento della idrovia Ferrara-Ravenna.